# برايان براون (لاعب كرة قدم)
برايان براون (بالإنجليزية: Brian Brown)‏ (23 مارس 1957 في المملكة المتحدة - ) هو مدرب كرة قدم ولاعب كرة قدم بريطاني في مركزي الدفاع والوسط. لعب مع نادي فالكيرك ونادي دمبرتون وبرونزويك يوفنتوس جونيورز ‏.

## وصلات خارجية
- برايان براون على موقع قاعدة بيانات كرة القدم.إي يو (الإنجليزية)